# استون، یورک‌شر شمالی
استون (به انگلیسی: Eston) یک شهرک در بریتانیا است که در انگلستان واقع شده‌است. استون ۷٬۰۰۵ نفر جمعیت دارد.